# Farn-Sasan
Farn-Sasan fue el último rey del reino indo-parto, y gobernó la región de Sakastan aproximadamente entre el 210 y 226. Las fuentes literarias no lo mencionan, y es solo se conoce a través de las monedas que emitió. Fue derrotado en 226 por el gobernante sasánida Ardashir I (reinó del 224 al 242), que marcó el final del gobierno Indo-Parto.

## Etimología
La parte principal del nombre "Sasan" era popular en el reino indo-parto. La etimología del nombre es incierta; según los académicos David Neil MacKenzie y V.A. Livshits el nombre se deriva de iranio antiguo *Sāsāna ("derrotar al enemigo"). Era el nombre de una deidad zoroastra local venerada en Indo-Partia y Corasmia.

## Biografía
Farn-Sasan obtuvo el control del trono indoparto en algún momento del 210. Se desconoce la identidad de su predecesor; puede haber sido Pacores. Farn-Sasan no se menciona en ninguna fuente literaria y solo se conoce únicamente a través de sus monedas, que tienen la inscripción; "Farn-Sasan, hijo de Adur-Sasan, nieto de Tirdat, hijo del nieto de Sanabares, el Rey de Reyes." Con esta inscripción, Farn-Sasan trató de legitimar su gobierno vinculándose a sí mismo con su bisabuelo Sanabares, quien fue el último rey indo-parto prominente. Aunque el título de "Rey de reyes" se pone después del nombre de Sanabares, Farn-Sasan en realidad se refiere a sí mismo como Rey de reyes, que era la titulación tradicional de los gobernantes de los imperios Aqueménida y Parto.

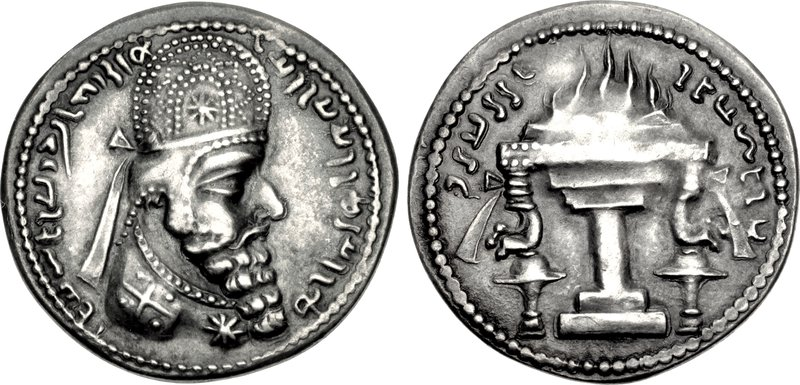
Moneda del monarca sasánida Ardashir I (reinado del 224 al 242), acuñada en Hamadan entre 226–230

Se sabe que ni Adur-Sasan ni Tirdat gobernaron, lo que implica que Farn-Sasan aparentemente pertenecía a una rama cadete de la dinastía. En el anverso de sus monedas, se lo representa con una gorra. En el reverso, se representa un altar de fuego, con una inscripción en un círculo a su alrededor. Farn-Sasan es el único rey conocido que muestra un altar de fuego en monedas originarias de Sakastan. Casi al mismo tiempo, otro rey emitió monedas con un altar de fuego similar representado en él, que era el gobernante sasánida Ardashir I (reinó del 224  al 242), quién por esa época estaba extendiendo sus dominios hacia el este. Es incierto si Farn-Sasan copió la iconografía de reverso de las monedas de Ardashir I, o viceversa. La semejanza de la acuñación de Farn-Sasan y Sasanian Ardashir I, incluido el nombre compartido Sasan, un nombre popular en el reino indoparto, sugiere que los sasánidas y los indopartos posiblemente compartían un ancestro común. Los historiadores modernos los consideran rivales y aspirantes al título de Rey de Reyes. El especialista en Irán Khodadad Rezakhani sostiene que Farn-Sasan era un superior de Ardashir I, y que este último solo pudo declararse rey de reyes después de que derrotó a Farn-Sasan en 226, lo que marcó el final del dominio indoparto.